# Ecclisopteryx asterix
Ecclisopteryx asterix là một loài Trichoptera trong họ Limnephilidae. Chúng phân bố ở miền Cổ bắc.